# Wray Bartlett Physioc
Wray Bartlett Physioc (Columbia, 23 novembre 1890 – Manhattan, 8 maggio 1933) è stato un regista e sceneggiatore statunitense del cinema muto.
Saltuariamente, fu anche attore e direttore della fotografia.
Usò anche i nomi di Wray Physioc o Ray Physioc.

## Filmografia

### Regista
- The Better Way - cortometraggio (1913)
- The Dividing Line - cortometraggio (1913)
- Bottled Love - cortometraggio (1913)
- Hearts of Oak (1914)
- His Fatal Shot - cortometraggio (1915)
- Luxurious Lou - cortometraggio (1915)
- Coincidence - cortometraggio (1915)
- Mister Paganini - cortometraggio (1915)
- A Difference of Opinion - cortometraggio (1915)
- The Man Who Never Was Caught - cortometraggio (1915)
- And by These Deeds - cortometraggio (1915)
- Serge Panine - cortometraggio (1915)
- Packer Jim's Guardianship - cortometraggio (1915)
- The Shadow of a Doubt (1916)
- The Gulf Between (1917)
- Human Clay (1918)
- The Madness of Love (1922)
- The Blonde Vampire (1922)
- The Love Nest (1922)

### Sceneggiatore
- The Madness of Love, regia di Wray Physioc (1922)
- The Love Nest, regia di Wray Physioc (1922)

### Attore
- The Wrong Bottle - cortometraggio (1911)

### Direttore della fotografia
- Destiny's Toy, regia di John B. O'Brien (1916)